# Toriyama Sekien

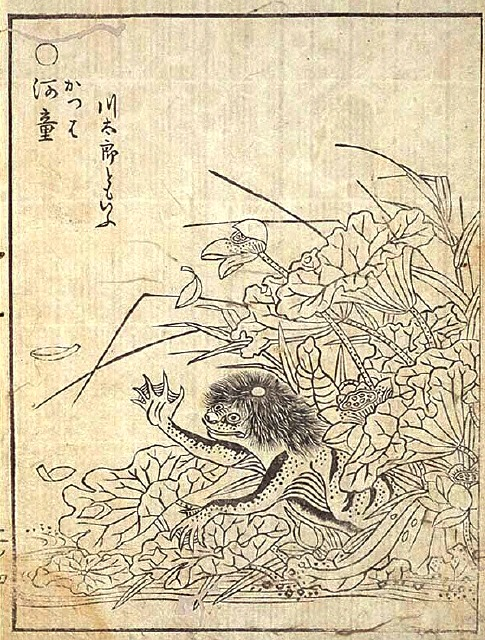
Kappa

Toriyama Sekien (鳥山 石燕; 1712 - 1788) foi um estudioso e artista de ukiyo-e e retratou em várias pinturas o folclore japonês. Ele foi o mestre de Utamaro, e antes de começar a pintar era estudante da Escola dos Kanō. Ele retratou os mais diversos youkais na sua serie, Hyakki Yakō.